# PfSense
pfSense je v informatice projekt, jehož cílem je vytvořit na základě FreeBSD kompletní firewall, který by na standardním nebo jednodeskovém PC poskytl všechny důležité vlastnosti komerčních firewallů, měl jednoduché ovládání a byl za přijatelnou cenu (svobodný software). pfsense vychází z projektu m0n0wall a významně rozšiřuje jeho možnosti.